# كاورو ايواموتو
كاورو ايواموتو (باليابانية: 岩本薫؛ بالكانا: いわもと かおる) هو لاعب الغو ‏ ياباني، ولد في 5 فبراير 1902 في ماسودا في اليابان، وتوفي في 29 نوفمبر 1999.